# Тульский Токарев
«Тульский Токарев» — российский телесериал 2010 года в жанре криминальной драмы по мотивам одноимённого романа Андрея Константинова, написанного в соавторстве с Евгением Вышенковым.

## Сюжет
Действие фильма происходит в конце 1970-х и в конце 1980-х годов, в Ленинграде на Васильевском острове. Герои фильма занимаются расследованием серии убийств, совершённых загадочным маньяком по прозвищу «Шахматист».

## В ролях
- Максим Матвеев — Артём Васильевич Токарев
- Алексей Комашко — Артур Юрьевич Тульский (тяжело ранен Димой в 12-й серии)
- Андрей Смоляков — «вор в законе» «Варшава»
- Алексей Гуськов — Василий Павлович Токарев, отец Артёма
- Татьяна Аптикеева — мать Артёма
- Дмитрий Волкострелов — (Дима «Шахматист») Дмитрий Владимирович Порез (арестован в 12-й серии)
- Юлия Маньковская — Светлана Барышникова (†, убита Димой в 9-й серии)
- Мария Звонарёва — Лариса Михайловна Яблонская
- Екатерина Рябова — Ольга Гороват (†, покончила с собой в 11-й серии)
- Сергей Жарков — Алексей Суворов (†, убит Димой в 8-й серии)
- Роман Жилкин — Пётр Фёдорович Ужинский, хозяин ночного клуба «Дельфин» (†, убит Димой в 10-й серии)
- Андрей Шимко — вор в законе «Проблема» (Вячеслав Васильевич Курлисов) (†, убит Димой в 3-й серии)
- Сергей Юшкевич — Евгений Лаптев, капитан милиции
- Нина Усатова — Маргарита, хозяйка магазина
- Сергей Кагаков — Виктор Удалов
- Хельга Филиппова — Нинель Васильевна Удалова
- Андрей Дежонов — отец Димы Владимир Витальевич Порез (†, погиб по вине Димы во 2-й серии)
- Анна Вартанян — мать Димы (†, погибла по вине Димы во 2-й серии)
- Анатолий Петров — Валерий Михайлович Усенков, подполковник инспекции по личному составу
- Евгений Филатов — генерал Плучёв
- Михаил Соловьёв — «Боцман»
- Дмитрий Кочкин — «Тельняшка»
- Алёна Кононова — Анна
- Виталий Коваленко — Анатолий Гороховский
- Фёдор Лавров — Вадим Колчин
- Юрий Степанов — Богуславский
- Вадим Яковлев — Виктор («Баламут»)

## Рейтинги
Премьера сериала «Тульский Токарев» имела рейтинг — 6,5 %, долю — 18,3 %. В рейтингах по Москве среди сериалов за неделю с 08 по 14 марта 2010 года сериал занял второе место (рейтинг — 7,2 %, доля — 20,2 %). Высокие рейтинги сериал демонстрировал и при повторном показе в мае 2011 года (рейтинг — 4,7 %, доля — 15,3 %).

## Награды и номинации
В 2011 году сериал был выдвинут на премию Золотой носорог в категории «Телевизионный сериал (до 12 серий)» в трёх номинациях: «Лучший телевизионный сериал», «Лучший сценарий», «Лучшая режиссёрская работа», а также получил премию в категории «Премии за телевизионные фильмы вне категорий» в номинации «Лучший монтаж».